# Wüstenheuschrecke
Die Wüstenheuschrecke (Schistocerca gregaria) zählt zu den Arten, die als Wanderheuschrecken bezeichnet werden. Sie ist eine imposante, in Bewegung auffällige Kurzfühlerschrecke. Phasenweise sind diese Tiere fähig, in Schwärmen von bis zu 50 Millionen Individuen zu wandern.

## Merkmale
Die Wüstenheuschrecke ist eine sehr große Feldheuschreckenart, Weibchen erreichen 70 bis 90 Millimeter Körperlänge, Männchen 60 bis 75 Millimeter. Die sehr langen Flügel überragen immer das Hinterleibsende und auch die Hinterknie. Wie typisch für die Caelifera sind die fadenförmigen Antennen kürzer als Kopf und Pronotum zusammen. Ausgeprägt ist vor allem der Halsschild. Außerhalb der Wanderphasen, in der solitären Phase, sind die Tiere einheitlich gelbgrau bis ockerfarben mit dunkler Fleckenzeichnung auf den halbtransparenten Tegmina (den Vorderflügeln), aber hier niemals mit deutlichen dunklen Querbändern. Reife Individuen der Wanderphase sind leuchtend gelb gefärbt. Immature, frisch gehäutete Individuen sind zunächst rosa getönt, sie können, wenn die Umweltbedingungen (z. B. die Temperaturen) sich während dieser Phase verschlechtern, manchmal alternativ eine kräftig rotbraune Färbung annehmen, so dass Schwärme aus gelben und rotbraunen Individuen gemischt entstehen können. Das Pronotum trägt aber niemals abgesetzte gelbe Flecken (wie bei den Gattungen Kraussaria und Cataloipus), schwarze Linien und Bänder (wie bei Hieroglyphus daganensis) oder dunkle Längsbänder (wie bei Cyrtacanthacris und Nomadacris). Die Hinterflügel, die in Ruhelage eingefaltet unter den Tegmina verborgen sind, sind meist glasklar hyalin, ohne dunkle Bänder oder rote Basis. Sie können bei älteren Individuen an der Basis schwach rosa oder gelblich getönt sein. Die rötlichen Komplexaugen sind längsgestreift. Von der ähnlichen Gattung Anacridium unterscheidet, unter anderem, das Fehlen auffallender weißer Dörnchen auf der Hinterhälfte des Pronotum. Die Hinterschienen sind bei der Art bräunlich bis gelblich.

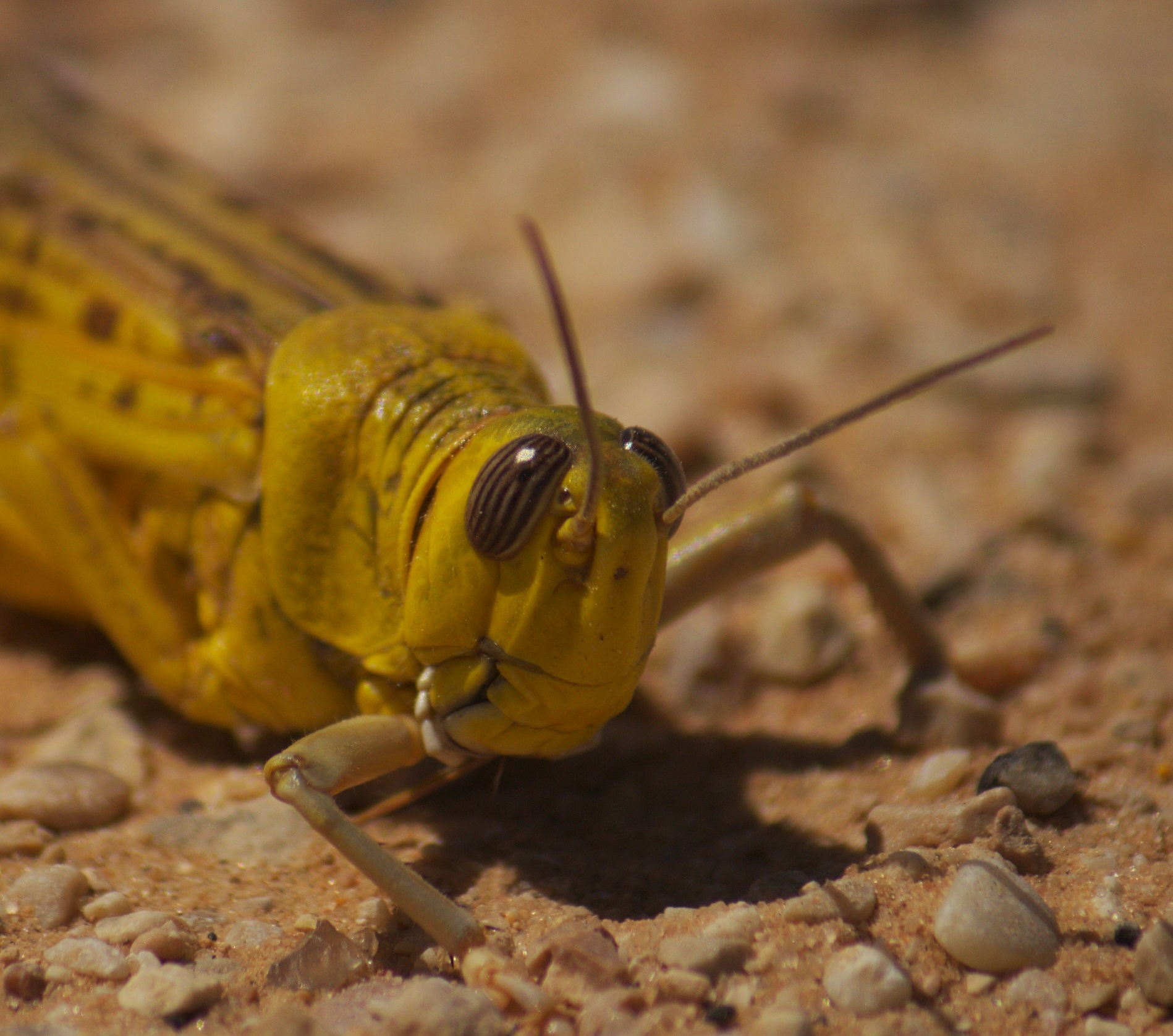
S. gregaria mit längsgestreiften Komplexaugen
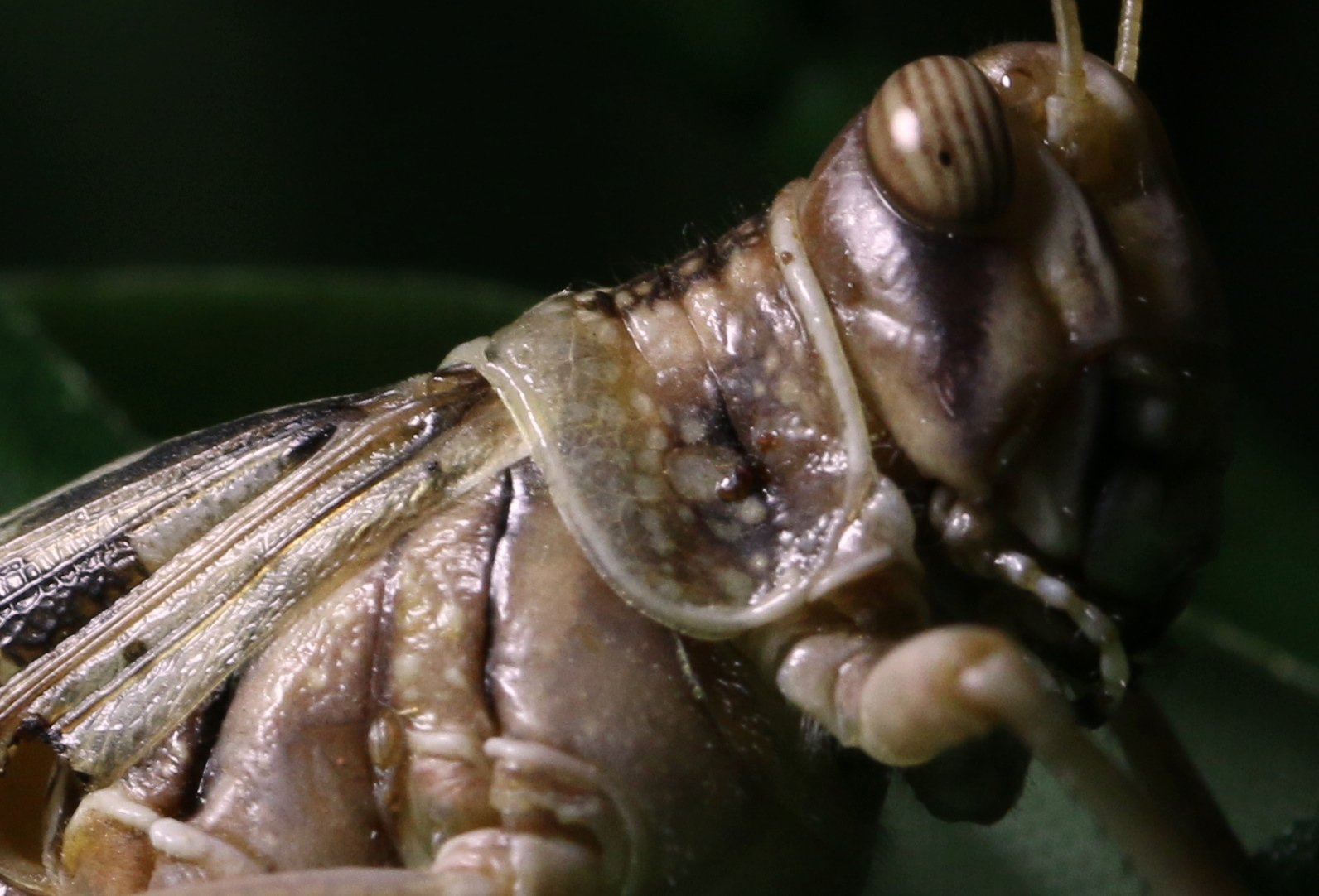
S. gregaria, Pronotum mit Halsschild und Wülsten (Sulci)
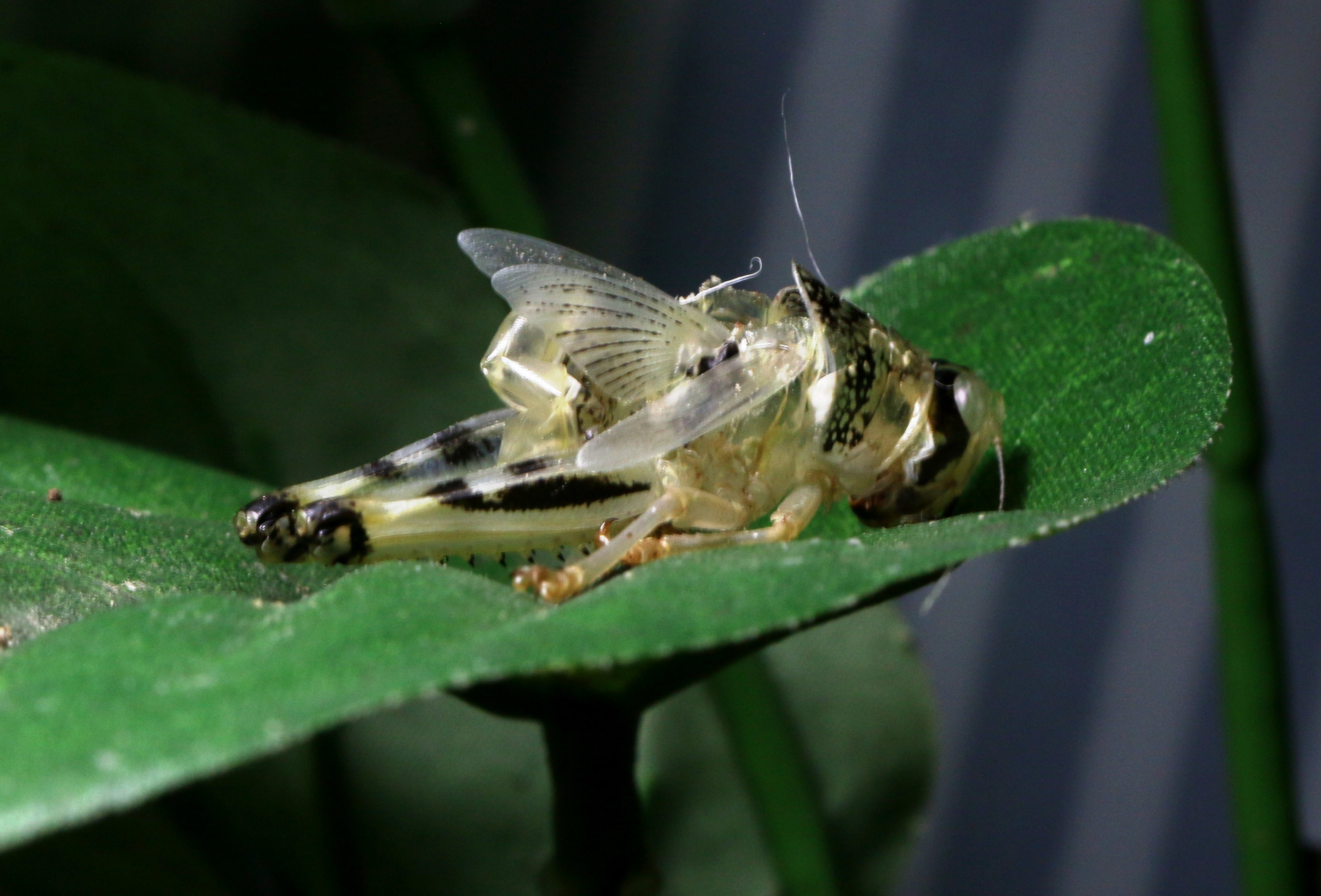
Abgestreifte Haut (Exuvie) der L 4 Nymphe
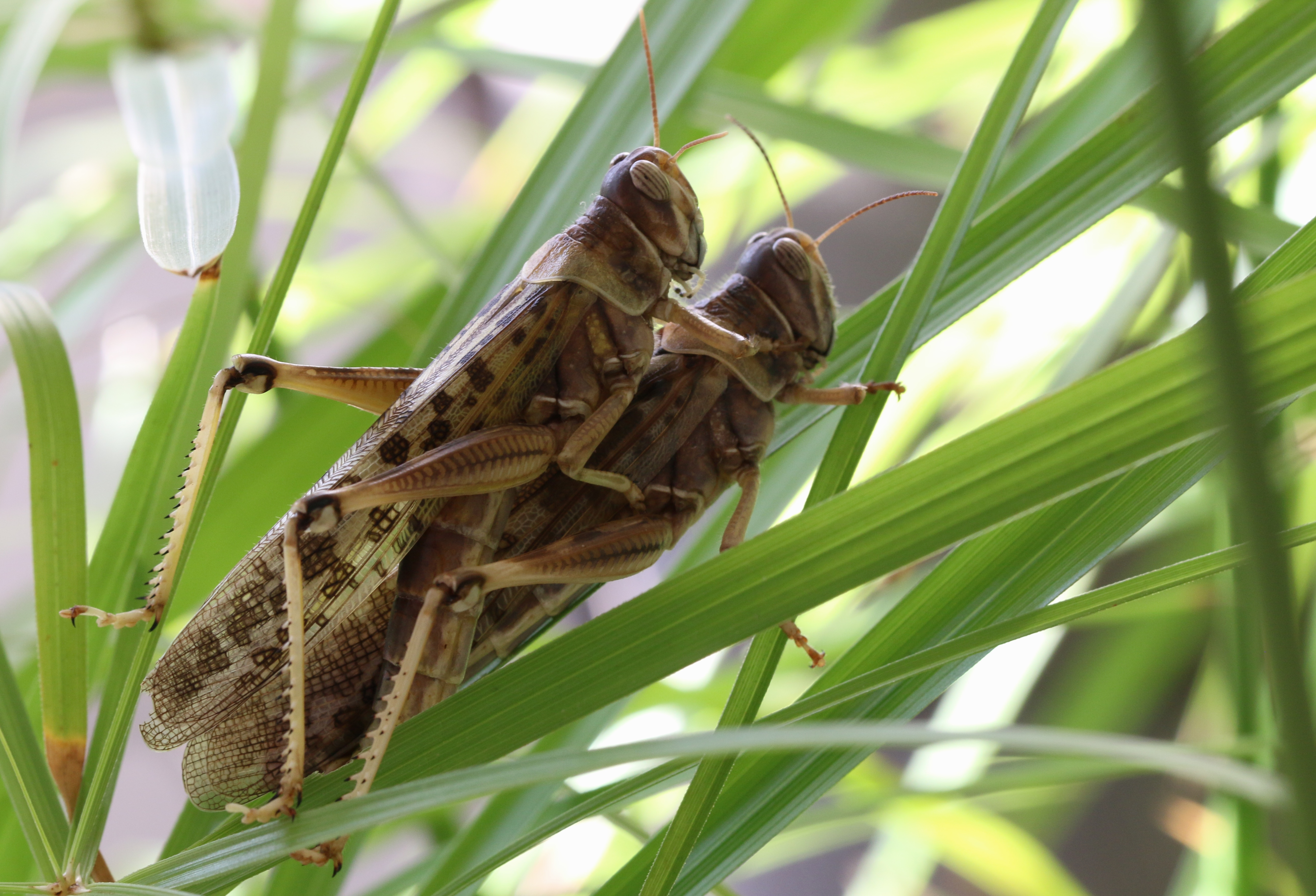
S. gregaria, Paar in der stationären Phase

Die Art ist in der Alten Welt der einzige Vertreter der Gattung Schistocerca und damit anhand der Gattungsmerkmale unterscheidbar. Der zapfenförmige Vorsprung auf der Vorderbrust (Prosternum), kennzeichnend für die Vertreter der Unterfamilie Cyrtacanthacridinae, ist bei ihnen zylindrisch und schwach, aber erkennbar nach vorn gebogen. Die Spitze des Kopfes vor den Komplexaugen (Fastigium genannt) ist trapezförmig mit undeutlichem Längseindruck. Das Pronotum ist durch quer verlaufende Einschnürungen (Sulci) gegliedert. Unter den Sulci verbirgt sich die Flugmuskulatur, die bei dieser großen Heuschreckenart sehr kräftig entwickelt ist. Der Hinterrand des Pronotum ist in der Aufsicht abgerundet. Im männlichen Geschlecht ist die in zwei Zipfel ausgezogene, in der Mitte eingeschnittene Subgenitalplatte typisch für die Gattung. Bei der Art sind zudem die Cerci kurz mit rechteckigem Umriss. Bei den Weibchen besteht der Ovipositor aus vier erkennbaren Valven, diese sind kurz, robust und an der Spitze abgerundet. Die untere Valve trägt einen stumpfen Vorsprung auf der Außenseite.

## Polyphänismus
Das Leben der Tiere kann in zweierlei Phasen ablaufen, der solitären Phase („Einzelphase“) und der gregären Phase („Schwarmphase“). In der solitären Phase sind alle Tiere, wie andere Heuschreckenarten auch, ortsgebunden. Wenn für eine Generation die Bedingungen besonders gut sind, kann es geschehen, dass sich so viele Larven entwickeln, dass es für die gesamte Population im momentanen Lebensraum zu eng wird und die Heuschrecken zunächst sich gesellig zu Gruppen zusammenschließen und dann zu wandern beginnen. In dieser gregären Phase oder Wanderphase gleichen die Tiere ihr Verhalten komplett aneinander an, wodurch sich die Wanderrichtung des Schwarms nicht mehr ändert. Die Änderung des Verhaltens geht dabei der morphologischen Änderung voran.

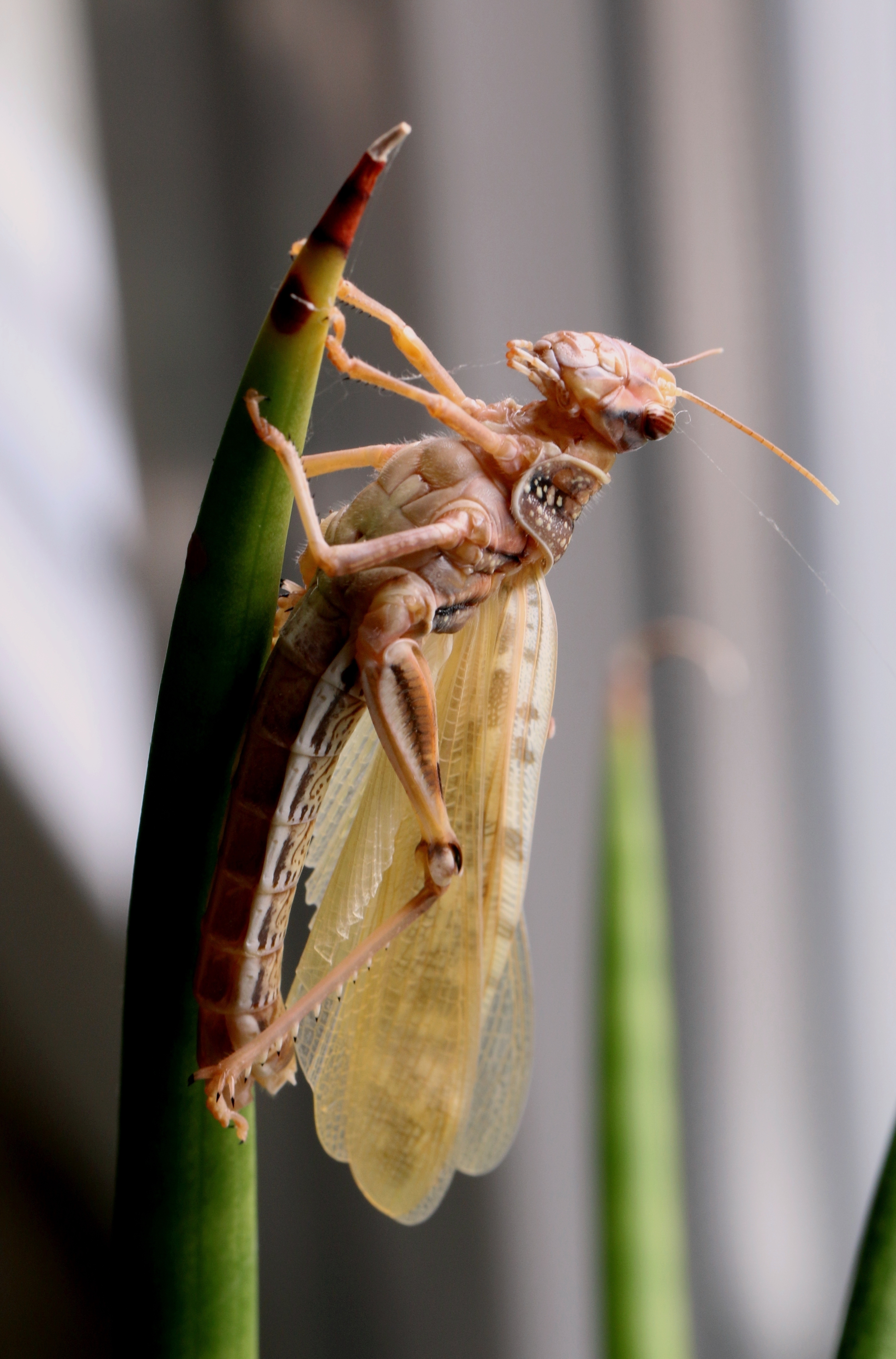
S. gregaria frisch gehäutet – abschließende Häutung zum erwachsenen Exemplar

Nicht nur die geflügelten Imagines, sondern bereits die Nymphen (im Englischen hopper genannt) zeigen Schwarmverhalten. Sie bewegen sich auf Bereiche mit dichterer Vegetation zu, wo sie sich zusammenschließen. Dabei können Dichten bis 30.000 Individuen pro Quadratmeter im ersten Nymphenstadium erreicht werden, im letzten (fünften) sind es dann eher 50 bis 100. Die Tiere wechseln zwischen Rastphasen und Wanderphasen, wobei sie sich in langen, geschlossenen Marschkolonnen bewegen. Sie können pro Tag etwa 200 bis 1700 Meter Strecke zurücklegen. In den Rastphasen erklettern sie Pflanzen, um dort zu fressen.
Auch die Häutungsvorgänge innerhalb eines Schwarms sind synchronisiert. Dazu wird die Nahrungsaufnahme für 1 bis 2 Tage eingestellt. Die Insekten suchen gemeinsam vertikale Strukturen auf und hängen sich kopfüber mit den Hinterextremitäten ab. Nach einiger Zeit reißt die Larvalhaut dorsal unterhalb des Flügelansatzes auf. Mit Hilfe schüttelnder Bewegungen schlüpft anschließend die Nymphe aus ihrer „alten“ Haut (Exuvie). Der Chitinpanzer frisch gehäuteter Heuschrecken ist für kurze Zeit weich und instabil, und härtet erst nach wenigen Stunden vollständig aus. Nach Abschluss dieser Phase ist der Nahrungsbedarf der Tiere besonders hoch. Gemeinsam stürzt man sich wieder auf die umliegenden Nahrungsquellen.
Die imaginalen Schwärme bewegen sich meist in Sprungflügen voran, wobei bei der Flugphase etwa 30 Meter zurückgelegt werden. Bei Bedarf sind sie aber ausdauernde Flieger, die Hunderte Kilometer fliegend zurücklegen können. Je nach Windbedingungen können sich Schwärme wolkenartig bis in etwa 1500 Meter Höhe erstrecken, meist bilden sie aber flachere, bodennahe Schwärme. Die durchschnittliche Dichte innerhalb eines Schwarms wird auf etwa 50 Millionen Individuen pro Quadratkilometer geschätzt (das entspricht etwa 50 Tieren pro Quadratmeter). Schwärme fliegen tagsüber (während solitäre Wüstenheuschrecken eher nachts fliegen), die Flugphase beträgt neun bis zehn Stunden pro Tag. Die Tiere bewegen sich mit dem Wind, so dass der Schwarm auch bei individuell abweichender Bewegungsrichtung der Einzeltiere zusammengehalten wird. Bei Windstille erreichen sie eine Fluggeschwindigkeit von etwa drei bis vier Meter pro Sekunde (etwa 10 bis 15 km/h). Normalerweise landen immer zahlreiche Tiere, so dass der Schwarm sich langsamer als mit Windgeschwindigkeit bewegt.
Die gregäre Phase wird ausgelöst durch hohe Individuendichten im Lebensraum der Nymphen, wodurch dieser übernutzt und die Nahrung knapp werden kann. Direkter Auslöser ist der mechanische Berührungsreiz, wenn die zahlreichen Nymphen ständig in Körperkontakt geraten, wobei auslösend nur die Berührung der Schenkel der Hinterbeine wirkt. Die häufige Berührung der Hinterbeine löst die Produktion des Hormons Serotonin aus, was offenbar dazu führt, dass bei solitären Nymphen innerhalb weniger Stunden die gregäre Phase ausgelöst werden kann. Der Übergang von isoliert aufgezogenen gregären Heuschrecken zurück in die solitäre Phase läuft hingegen langsam, innerhalb einer oder mehrerer Generationen, ab. Dabei beeinflusst das Weibchen über ein chemisches Signal die Phase ihres Nachwuchses, so dass direkt Individuen der gregären oder solitären Phase entstehen können.
Die Nymphen der gregären Phase sind anhand der Färbung leicht von denjenigen der solitären Phase unterscheidbar. Die solitären Nymphen sind grün gefärbt, in den letzten beiden der fünf Nymphenstadien manchmal teilweise braun, immer ohne schwarze Flecken. Die gregären Nymphen sind in den ersten beiden Stadien schwarz, später gelb oder gelborange mit schwarzer Zeichnung. Die Augen und ein Fleck auf dem Hinterhaupt sind rot.

## Lebenszyklus

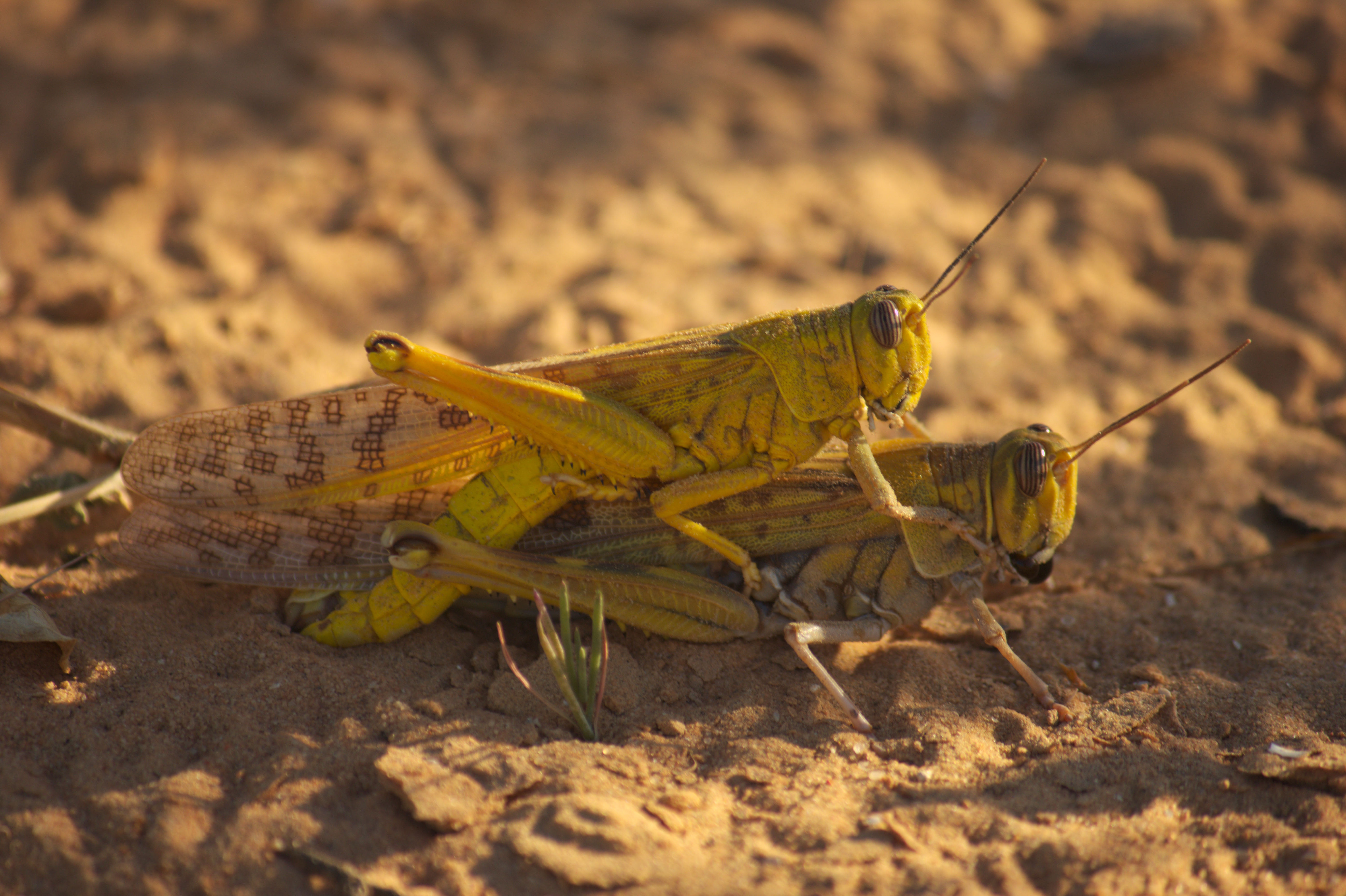
Individuen der Wanderphase in Kopula

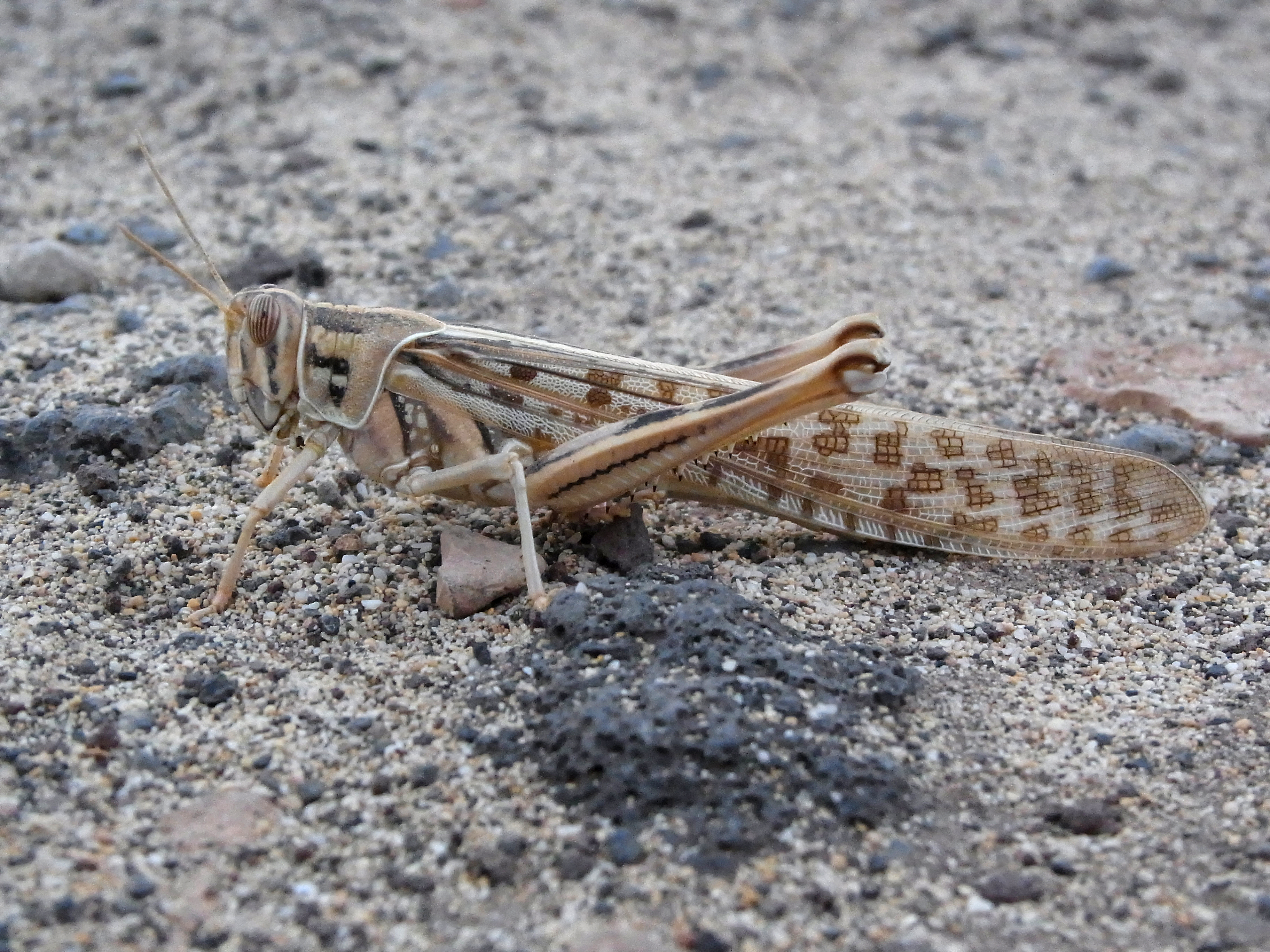
Individuum der solitären Phase

Wüstenheuschrecken durchlaufen, nach der Eiphase, fünf Nymphenstadien (gelegentlich bei solitären Individuen ein sechstes), ehe sie sich zur geschlechtsreifen Imago häuten. Die Eiphase dauert etwa 10 bis 65 Tage. Die Nymphenstadien werden in 24 bis 95, im Durchschnitt in 36 Tagen durchlaufen. Imagines besitzen eine Lebensspanne von 2,5 bis 5 Monaten. In Haltung gezüchtete Heuschrecken können bei guten Bedingungen deutlich älter werden.
Die Kopulation findet statt, nachdem ein geschlechtsreifes Männchen auf den Rücken eines Weibchens gehüpft ist, dessen Körper mit seinen Beinen umklammert und seitlich an ihrem Hinterleib entlang mit seinem Körperende ihre Gonopodien erreicht hat. Trommelnde Bewegungen der Hinterbeine des Männchens wirken auf das Weibchen noch zusätzlich stimulierend. Das Spermapaket wird von der Spitze seines Abdomens in die Hinterleibsöffnung des Weibchens übertragen, wo es gespeichert wird. Wenn die Sexualpartner nicht gestört werden, erstreckt sich die Kopulation über mehrere Stunden. Eine Begattung reicht für mehrere Eigelege aus. Weibchen legen die Eier etwa 5 bis 10 Zentimeter tief im Boden ab, wobei sie mit den beweglichen Valven ihres Ovipositors ein Loch graben. Die Eier werden in Ootheken abgelegt, die etwa 3 bis 4 Zentimeter Länge besitzen, diese werden von einem schaumartigen Sekret eingehüllt, das später erhärtet. Jede Oothek enthält in der solitären Phase etwa 90 bis 160, in der Wanderphase weniger als 80 Eier. Etwa drei Viertel der Weibchen schaffen ein zweites, etwa ein Viertel ein drittes, nur extrem wenige ein weiteres Gelege. Der Erfolg der Gelege hängt stark von der Bodenfeuchte ab, unter günstigen Bedingungen sind 16 bis 20 erfolgreiche Nachkommen pro Weibchen nicht ungewöhnlich.
Frisch gehäutete Imagines benötigen ca. 1 Tag, bis die Flügel für ihren ersten Flug genügend ausgehärtet sind. Sie sind danach nicht unmittelbar geschlechtsreif, sondern verharren in einem immaturen Zwischenzustand, bis sie günstige Umweltbedingungen antreffen, die die Reife auslösen. Dies sind, in ihren ariden Lebensräumen, Regenphasen. Wenn Schwärme eine Region erreichen, in der es regnet oder kurz zuvor geregnet hat, erreichen alle Individuen des Schwarms so kollektiv in kurzer Zeit synchronisiert die Geschlechtsreife. Unter trockenen Bedingungen können sie bis zu sechs Monate im immaturen Stadium verbleiben.

## Verbreitung

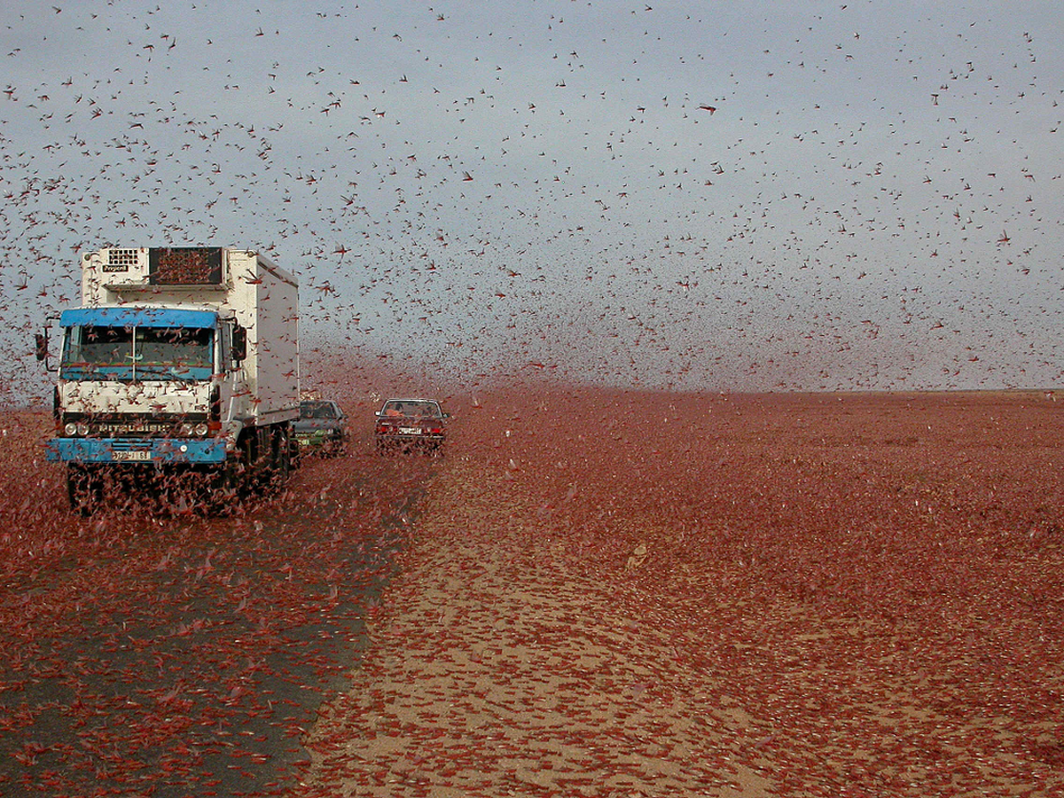
Wüstenheuschreckenplage in Afrika

Die Wüstenheuschrecke lebt in der Zone der Wendekreiswüsten in Nordafrika und dem Nahen und Mittleren Osten, östlich bis Pakistan und dem Westen Indiens im Bereich der indopakistanischen Wüste Thar. In Nordafrika umfasst das Verbreitungsgebiet vor allem die Sahelzone. In vielen Jahren wechseln die Tiere von diesen Regionen als Sommerhabitat in angrenzende Bereiche als Winterhabitat, wo die Bedingungen, vor allem die Niederschläge und die Nachttemperaturen, im Winter, aber nicht im Sommer, ein Überleben ermöglichen. In Nordafrika liegen diese Winterhabitate nördlich des Sahel, in der Sahara, am Horn von Afrika und entlang der Westküste der Arabischen Halbinsel zum Roten Meer, sie können sich aber in günstigen Jahren bis in Gebirge im Inneren der Arabischen Wüste ausbreiten. Die Verbreitung und Schwarmbildung wird wegen der ökonomischen Bedeutung der Art genau überwacht, um rechtzeitig Bekämpfungsmaßnahmen beginnen zu können. Die Ernährungs- und Landwirtschaftsorganisation der Vereinten Nationen unterhält dazu das Programm Locust Watch. Dazu gibt sie außerdem monatlich die Online-Zeitschrift Desert Locust Bulletin heraus.
Abseits des sonstigen Verbreitungsgebiets und durch eine breite Disjunktion davon getrennt kommt die Wüstenheuschrecke in ariden Lebensräumen in Südafrika vor. Die Tiere in dieser Region bilden niemals Wanderschwärme aus.

## Habitat
Dauerhaft, in der solitären Phase, besiedelt die Wüstenheuschrecke aride Gebiete mit offener Vegetation, mit Steppen- oder Strauchsteppen- bis hin zu Halbwüstenvegetation. Es handelt sich um Gebiete mit unregelmäßigen, aber gelegentlich heftigen Regenfällen im Winterhalbjahr. Typisch ist eine Vegetation aus einjährigen Gräsern, vor allem Hirsen der Gattungen Panicum, Pennisetum und Sorghum, in Arabien Dipterygium glaucum, vor allem auf sandigen Böden. Sie können auch in kultivierten Hirseäckern auftreten und hier schädlich werden. Eine Wüstenheuschrecke frisst am Tag das Äquivalent ihres eigenen Körpergewichts an Pflanzen, also rund zwei Gramm. Ein großer Schwarm nimmt damit so viel Nahrung zu sich wie die Einwohner einer Millionenstadt.
Schwärme können in Vegetation aller Art auftreten, die Art ist bekannt dafür, zahlreiche Pflanzenarten als Nahrung zu akzeptieren (polyphag), ist dabei aber durchaus nicht wahllos. Sie bevorzugen etwa in Nordafrika Vegetation mit Tribulus spp., Heliotropium-Arten und dem Kreuzblütler Schouwia purpurea. Außerhalb des Kulturlands dagegen haben sich viele Pflanzenarten durch sekundäre Pflanzenstoffe gegenüber dem Fraß durch die Wüstenheuschrecke geschützt oder sind sogar giftig für diese, wozu etwa Arten der Gattungen Calotropis, Peganum harmala, der Niembaum Azadirachta indica und der Oleander (Nerium oleander) gehören.

## Antagonisten
Gelegentlich auftauchende Heuschreckenschwärme werden von Dumérils Fransenfingereidechse gerne als Nahrung genutzt. Allerdings bevorzugen manche Heuschrecken wie die Wüstenheuschrecke in der gregären Phase Pflanzen wie Ägyptisches Bilsenkraut, welche für sie selbst ungiftige Toxine enthalten, die die Heuschrecken in ihrem Körper sequestrieren und im Gefolge einen Aposematismus entwickeln, der ihre Färbung intensiviert. Dumérils Fransenfingereidechsen meiden daraufhin Wüstenheuschrecken mit solcher Warnfärbung.

## Taxonomie
Die Gattung Schistocerca umfasst etwa 50 Arten, die alle, mit Ausnahme der Wüstenheuschrecke, in der Neuen Welt leben. Nach genetischen Daten ist die Schwestergruppe der Wüstenheuschrecke der Rest der Gattung zusammengenommen. Dies lässt sich am ehesten so erklären, dass die Arten der Neuen Welt auf Einwanderer aus Afrika, vermutlich einen über den Atlantik verdrifteten Schwarm, zurückgehen und sich erst hier in zahlreiche neue Arten aufgespalten haben. Dass solche Schwärme Amerika erreichen können, wurde durch direkte Beobachtung nachgewiesen.
Die Art ist Typusart der Gattung Schistocerca. Innerhalb der Art wird, neben der Nominatform, eine Unterart anerkannt:
- Schistocerca gregaria flaviventris (Burmeister, 1838).[16][17] Sie kommt in Südafrika vor.